# ريكاردو روزاليس (سياسي)
ريكاردو روزاليس موران (ولد في 14 فبراير 1934؛ توفي في 2 يناير 2020) هو قائد حزب العمال الغواتيمالي منذ 1974 حتى 1998. اسمه المستعار هو كارلوس غونزاليس. انضم إلى قيادة الوحدة الوطنية الثورية الغواتيمالية في 1986. تم حل حزب العمال الغواتيمالي 1998 بعد وقت قصير من نهاية الحرب الأهلية في غواتيمالا.
ولد روزاليس في غواتيمالا العاصمة. اُنتخب عدة مرات على رأس منظمات طلابية عندما كان يدرس في يونيفرسيداد دي سان كارلوس دي غواتيمالا في أواخر الخمسينيات وبداية الستينيات. انضم إلى حزب العمال الغواتيمالي في سبتمبر 1963.
كان من بين الموقعين على اتفاق السلام الذي أنهى النزاع المسلح في البلاد في 1996. انتخب كعضو عن الوحدة الوطنية الثورية الغواتيمالية في الكونغرس من 2000 حتى 2004. في 2009، أصبح كاتبا في صحيفة الساعة (بالإسبانية: La Hora).
توفي في غواتيمالا العاصمة في 2 يناير 2020.